# The Last Airbender (игра)
The Last Airbender (рус. Последний маг воздуха) — компьютерная игра в жанре action, разработанная по мотивам одноимённого фильма для платформ Wii и Nintendo DS. Она была выпущена 29 июня 2010 года в Северной Америке и 6 августа 2010 года в Европе. Как и в предыдущие игры по мотивам сериала Аватар: Легенда об Аанге, она была разработана THQ Studio Australia и опубликована THQ. Это была первая игра Nickelodeon с рейтингом ESRB — Teen — для подростков, и рейтингом PEGI 12+.

## Игровой процесс
Игроки могут играть за Аанга, принца Зуко и Синего Духа (альтер-эго Зуко). Игроки играют за Аанга, который использует магию воздуха, играют за принца Зуко, который использует магию огня, и играют за Синего Духа, который использует хитрые приемы и атаки мечом.

## Критика
| Сводный рейтинг | Сводный рейтинг | Сводный рейтинг |
| Издание         | Оценка          | Оценка          |
| Издание         | DS              | Wii             |
| --------------- | --------------- | --------------- |
| GameRankings    | 69 %            | 46 %            |

Игра получила средние оценки. Участники шоу о видеоиграх Good Game оценили Wii-версию игры на 4.5 и 4 из 10. Они критиковали отсутствие возможности блокировать атаки, считая, что эту возможность легко было бы включить. Кроме того, уровни чувствовались повторяющимися, а играя за духа, было затруднительно использовать режим скрытности. Участникам понравился кооперативный режим на арене, но они были разочарованы, что его нельзя использовать в сюжетной линии.